# Władimir Wołodienkow
Władimir Wołodienkow (ros. Владимир Володенков; ur. 25 kwietnia 1972 w Leningradzie) – rosyjski wioślarz.

## Osiągnięcia
- Mistrzostwa Świata Juniorów – Aiguebelette-le-Lac 1990 – ósemka – 6. miejsce[1].
- Mistrzostwa Świata – Indianapolis 1994 – ósemka – 7. miejsce[1].
- Mistrzostwa Świata – Aiguebelette-le-Lac 1997 – ósemka – 6. miejsce[1].
- Mistrzostwa Świata – Kolonia 1998 – ósemka – 4. miejsce[1].
- Mistrzostwa Świata – St. Catharines 1999 – ósemka – 3. miejsce[1].
- Igrzyska Olimpijskie – Sydney 2000 – ósemka – 9. miejsce[1].
- Mistrzostwa Świata – Lucerna 2001 – ósemka – 8. miejsce[1].
- Mistrzostwa Świata – Sewilla 2002 – ósemka – 10. miejsce[1].
- Mistrzostwa Świata – Mediolan 2003 – czwórka bez sternika – 8. miejsce[1].
- Igrzyska Olimpijskie – Ateny 2004 – czwórka bez sternika – 11. miejsce[1].
- Mistrzostwa Świata – Gifu 2005 – ósemka – 6. miejsce[1].
- Mistrzostwa Świata – Eton 2006 – ósemka – 7. miejsce[1].
- Mistrzostwa Świata – Monachium 2007 – ósemka – brak[1][2].
- Mistrzostwa Europy – Ateny 2008 – ósemka – 2. miejsce[1].
- Mistrzostwa Świata – Poznań 2009 – czwórka podwójna – 9. miejsce[1].
- Mistrzostwa Europy – Montemor-o-Velho 2010 – ósemka – 5. miejsce[1].